# Daphnella allemani
Daphnella allemani é uma espécie de gastrópode do gênero Daphnella, pertencente à família Raphitomidae.